# Maximumrocknroll
Maximumrocknroll, scritto a volte come Maximum Rocknroll o abbreviato in MRR, è una fanzine distribuita a livello mondiale, non a fine di lucro con base a San Francisco. Contiene interviste, cronache e recensioni da contributori internazionali. Assieme a Punk Planet e HeartattaCk, Maximum RocknRoll è considerato avere una grandissima importanza nella scena punk, non solo grazie alla sua ampia distribuzione, ma soprattutto grazie alla sua presenza costante ed ideologica nella cultura punk degli ultimi tre decenni.

## Storia di Maximumrocknroll
Inizialmente programma radiofonico di Berkeley e creato nel 1977, è fondato come fanzine nel 1982 da Tim Yohannon come booklet della compilation in LP Not So Quiet On the Western Front, pubblicata dall'etichetta discografica dei Dead Kennedys, la Alternative Tentacles. La raccolta conteneva 47 gruppi del Nevada e della California settentrionale.
I primi numeri della rivista si concentrano soprattutto sui gruppi locali e gli avvenimenti degli MDC. La copertura si amplia poi nell'intero continente e, a partire dalla quinta pubblicazione, si occupa anche delle scene punk underground brasiliane e olandesi. Negli anni ottanta, MRR è uno dei pochi fanzine statunitensi ad insistere nelle potenzialità internazionali del movimento punk e a occuparsi delle scene locali del mondo intero, con una importante presenza di report e recensioni anche della scena italiana. Sorpassate le 300 pubblicazioni, continua a includere contenuti internazionali e ad avere una forte tendenza politica. Nella fanzine sono poi presenti reportage su dischi, demo, libri, film, video ed altre fanzine.